# Gare de Rouessé-Vassé
Gare de Rouessé-Vassé vasútállomás Franciaországban, Rouessé-Vassé településen.

## Vasútvonalak
Az állomást az alábbi vasútvonalak érintik:
- Párizs–Brest-vasútvonal

## Kapcsolódó állomások
A vasútállomáshoz az alábbi állomások vannak a legközelebb:
- Gare de Sillé-le-Guillaume (Paris Gare Montparnasse, Párizs–Brest-vasútvonal)
- Gare de Voutré (Gare de Brest, Párizs–Brest-vasútvonal)